# Чемпионат СССР по тяжёлой атлетике 1960
35-й чемпионат СССР по тяжёлой атлетике прошёл с 4 по 7 июня 1960 года в Ленинграде (РСФСР). В нём приняли участие 103 атлета, которые были разделены на 7 весовых категорий и соревновались в троеборье (жим, рывок и толчок).

## Медалисты
| Категория                  | Золото                                 | Золото                           | Серебро                                       | Серебро                      | Бронза                                     | Бронза                       |
| До 56 кг (легчайший вес)   | Степан Ульянов «Локомотив» Алма-Ата    | 337,5 кг (107,5 + 102,5 + 127,5) | Владимир Стогов Вооружённые Силы Москва       | 330 кг (105 + 97,5 + 127,5)  | Владимир Ли «Спартак» Ташкент              | 325 кг (107,5 + 95 + 122,5)  |
| До 60 кг (полулёгкий вес)  | Рафаэль Чимишкян «Динамо» Тбилиси      | 350 кг (102,5 + 105 + 142,5)     | Виктор Корж «Динамо» Ростов-на-Дону           | 345 кг (112,5 + 97,5 + 135)  | Михаил Медведев «Труд» Ленинград           | 340 кг (100 + 107,5 + 132,5) |
| До 67,5 кг (лёгкий вес)    | Виктор Бушуев «Труд» Горький           | 397,5 кг (125 + 120 + 152,5)     | Сергей Лопатин Вооружённые Силы Москва        | 395 кг (125 + 120 + 150)     | Мустафа Яглы-Оглы «Локомотив» Харьков      | 390 кг (122,5 + 120 + 147,5) |
| До 75 кг (полусредний вес) | Александр Курынов «Буревестник» Казань | 420 кг (130 + 125 + 165)         | Фёдор Богдановский Вооружённые Силы Ленинград | 420 кг (135 + 125 + 160)     | Владимир Суржан Вооружённые Силы Киев      | 402,5 кг (122,5 + 125 + 155) |
| До 82,5 кг (средний вес)   | Рудольф Плюкфельдер «Труд» Шахты       | 455 кг (140 + 140 + 175)         | Василий Пегов «Труд» Сетунь                   | 440 кг (135 + 135 + 170)     | Виктор Лях Вооружённые Силы Ростов-на-Дону | 435 кг (142,5 + 127,5 + 165) |
| До 90 кг (полутяжёлый вес) | Трофим Ломакин Вооружённые Силы Москва | 457,5 кг (152,5 + 135 + 170)     | Аркадий Воробьёв Вооружённые Силы Свердловск  | 455 кг (142,5 + 142,5 + 170) | Матвей Рудман «Динамо» Харьков             | 445 кг (140 + 130 + 175)     |
| Свыше 90 кг (тяжёлый вес)  | Юрий Власов Вооружённые Силы Москва    | 510 кг (170 + 150 + 190)         | Алексей Медведев «Труд» Москва                | 490 кг (160 + 145 + 185)     | Юрий Вилькович «Спартак» Ашхабад           | 462,5 кг (150 + 132,5 + 180) |